# Mark Anthony Fernández
Mark Anthony Fernández y Lacsamana (Manila; 16 de enero de 1979) es un actor y bailarín filipino. Es hijo de grandes leyendas como el actor ya fallecido Rudy Fernández y Alma Moreno. También es medio hermano de Vandolph Quizon e hijastro de Lorna Tolentino. En 1995 tuvo una relación con la actriz Claudine Barretto. Además tiene una hija de su difunta novia y dos hijos de su actual esposa Melissa García. 

## Filmografía

### Televisión
| Año       | Título                                   | Personaje              | Compañía |
| --------- | ---------------------------------------- | ---------------------- | -------- |
| 1991      | Palibhasa Lalake                         | Himself                | ABS-CBN  |
| 1992      | Tropang Trumpo                           |                        | ABC      |
| 1992      | Gwapings: Live                           |                        | GMA      |
| 2001      | Ikaw Lang Ang Mamahalin                  | Gabriel                | GMA      |
| 2003      | Magpakailanman: The Manny Pacquiao Story | Manny Pacquiao         | GMA      |
| 2006      | Super Inggo                              | Kanor                  | ABS-CBN  |
| 2006      | Komiks: Da Adventures of Pedro Penduko   | Lito                   | ABS-CBN  |
| 2007      | Impostora                                | Nicolas Cayetano       | GMA      |
| 2007-2008 | Kamandag                                 | Lucero Serrano / Talim | GMA      |
| 2008      | Ako si Kim Samsoon                       | Cyrus Ruiz             | GMA      |
| 2008-2009 | Luna Mystika                             | Dexter Samaniego       | GMA      |
| 2009      | All About Eve                            | Kenneth Villareal      | GMA      |
| 2008      | Darna (2009 TV series)                   | Efren                  | GMA      |

### Filmes
- Hiwaga sa Balete Drive (2013)
- Babasagin (2013)
- Sa Dulo ng Ganti (2013) (Estreno: 10 de abril de 2013)
- Pagsabog ng Ganti (2012) (Estreno: 3 de enero de 2013)
- Babang Luksa (2011)
- Batas Militar (2006)
- Shake, Rattle and Roll 2k5: Lihim (2005)
- Sa Piling ng Mga Belyas (2003)
- You and Me Against the World (2003)
- Hesus Rebolusyonaryo (2002)
- Dos Ekis (2001)
- Biyaheng Langit (2000)
- Walang Katumbas Ang Dugo (1998)
- Sonny Segovia: Lumakad Ka Sa Apoy (1998)
- Ako Ba Ang Nasa Puso Mo (1997)
- Kulayan Natin Ang Bukas (1997)
- Kabilin-bilinan Ni Lola (1996)
- Istokwa (1996)
- Mangarap Ka (1995)
- Araw-araw, Gabi-gabi (1995)
- Eskapo: The Serge Osmena-Geny Lopez Story (1995)
- Matimbang Pa Sa Dugo (1995)
- Pare Ko (1994)
- Sobrang Talaga... Over!! (1994)
- Binibini ng Aking Panaginip (1994)
- Gwapings Dos (1993)
- Shotgun Banjo (1992)
- Gwapings: The First Adventure (1992)